# Crossotarsinulus sauteri
Crossotarsinulus sauteri is een keversoort uit de familie snuitkevers (Curculionidae). De wetenschappelijke naam van de soort werd in 1913 gepubliceerd door Strohmeyer.